# Aristida pendula
Aristida pendula är en gräsart som beskrevs av Longhi-wagner. Aristida pendula ingår i släktet Aristida och familjen gräs. Inga underarter finns listade i Catalogue of Life.